# Owen Clarke Design
Owen Clarke Design est un cabinet d'architecture navale britannique fondé en 1991 par Merfyn Owen et Allen Clarke, spécialisé dans la conceptions de prototypes de course au large comme les 60 pieds IMOCA et les Class40, ainsi que des « superyachts », des voiliers de luxe à voiles.
Ils ont été parmi les premiers à contester la suprématie du duo français Finot-Conq sur les 60 pieds IMOCA au début des années 2000 : Kingfisher, skippé par Ellen MacArthur, et Ecover 2, skippé par Mike Golding, ont respectivement remporté la 2000 et la Route du Rhum 2002 d'une part, et la Transat anglaise 2004 et le Défi atlantique d'autre part.

## Liste de60 piedsIMOCAconçus
- 2000 : Kingfisher, skippé par Ellen MacArthur, vainqueur de la Transat anglaise 2000, de l'EDS Challenge 2001, de la Route du Rhum 2002, deuxième du Vendée Globe 2000-2001…
- 2001 : Hexagon, Graham Dalton
- 2003 : Ecover 2, skippé par Mike Golding, vainqueur de la Transat anglaise 2004 et du Défi Atlantique, troisième du Vendée Globe 2004-2005, champion du monde IMOCA 2004 et 2005…
- 2006 : Temenos II, skippé par Dominique Wavre
- 2006 : Spirit of Canada, skippé par Derek Hatfield
- 2006 : Gamesa, skippé par Mike Golding
- 2007 : Ecover 3, skippé par Mike Golding, troisième de la Transat Jacques-Vabre 2009
- 2007 : Aviva, skippé par Dee Caffari
- 2011 : Acciona, skippé par Javier Sansó